# 潘俊敏
潘俊敏，清华大学教授，主要从事生物学方面的研究工作。入选中华人民共和国教育部2009年度"长江学者"特聘教授。曾就读于河北师范大学生物系、中国科学院水生生物所、弗莱堡大学，曾获得中国国家自然科学杰出青年基金。